# Susan Faludi
Susan C. Faludi (Nova York, 18 d'abril de 1959) és una periodista i autora nord-americana, guanyadora del Premi Pulitzer de reportatge divulgatiu el 1991, gràcies al seu informe sobre el grau d'influència de Safeway Stores, Inc., que, segons el comitè del Premi Pulitzer, mostrava els "costos humans de les altes finances". Aquell mateix any publicaria també Reacció: La guerra no declarada contra les dones americanes, en què sosté que els mitjans distorsionen les notícies sobre les dones i promouen així el manteniment de la reacció.
És autora de Stiffed: The Betrayal of the American Man; The Terror Dream: Myth and Misogyny in an Insecure America, i Backlash: The Undeclared War Against American Women, que va obtenir el premi nacional de la crítica en la categoria de no-ficció i s'ha convertit en un clàssic del feminisme. El seu últim llibre, A la cambra fosca, el primer publicat en català, són unes memòries sobre el seu pare transgènere i una meditació al voltant de la identitat des de diversos punts de vista. Ha obtingut el Premi Kirkus de no-ficció 2016.

## Biografia
Faludi va néixer en una família jueva a Queens en 1959 i va créixer a Yorktown Heights, Nova York. La seva mare era un mestressa de casa i periodista. El seu pare és un fotògraf que va emigrar d'Hongria, després de sobreviure a l'Holocaust. Viu amb l'autor Russ Rymer.

## Trajectòria
Faludi es va graduar de la Universitat Harvard en 1981, on va treballar com a editora en cap per a The Harvard Crimson i es va convertir en periodista. Ha escrit per a The New York Times, Miami Herald, Atlanta Constitution (més tard The Atlanta Journal-Constitution), San Jose Mercury News i The Wall Street Journal, entre altres publicacions. I col·labora habitualment amb The New Yorker, The Wall Street Journal, The New York Times, Los Angeles Times i The Nation, entre d'altres.
En els anys 1980, va publicar articles sobre feminisme i l'aparent resistència envers el moviment. Veient sorgir un patró, Faludi va començar a escriure Reacció. La guerra no declarada contra la dona moderna, publicat a finalitats de 1991.

## Llibres
- Reacció. La guerra no declarada contra la dona moderna (1991) argumenta que els anys 1980 van presenciar una reacció contra el feminisme, especialment a causa de la propagació d'estereotips negatius en contra de les dones amb carrera. Faludi va afirmar que molts dels que sostenen que "el lloc de la dona és en la llar, a cura dels nens" són hipòcrites, ja que tenen esposes que són mares treballadores. Aquest treball va obtenir el National Book Critics Circle Award per no ficció el 1991.[2]

- Petrificats: la traïció de l'home nord-americà (1999) analitza l'estat de l'home nord-americà. Faludi argumenta que mentre molts dels qui estan en el poder són homes, la majoria d'individus tenen poc poder. Els homes nord-americans han estat criats per ser forts, fer costat a les seves famílies i treballar intensament. Però molts homes que han seguit aquest camí es troben aturats o mal pagats, desil·lusionats o abandonats per les seves esposes. Els canvis en la societat nord-americana han afectat tant els homes com les dones, conclou Faludi, i és un error culpar els homes per les diferències de classe o per les simples diferències en la sort i l'habilitat de cadascun que no van ocasionar i per les quals sofreixen per igual homes i dones.[3]

- The Terror Dream: Fear and Fantasy in Post-9/11 America (2007) analitza els atemptats de l'11 de setembre de 2001 a la llum de l'experiència prèvia nord-americana a partir de la inseguretat de la frontera històrica com en la Guerra del Rei Felipe. Faludi al·lega que l'11 de setembre va renovar als Estats Units un clima que és hostil a les dones. Les dones són vistes com a febles i que millor s'adapten a exercir rols de suport per als homes que les protegeixen dels atacs.[4][5] El llibre va ser criticat durament per la principal ressenyadora de llibres del New York Times, Michiko Kakutani, qui va sostenir que era un "treball tendenciós, descuradament raonat que dona un mal nom al feminisme".[6] Sarah Churchwell en The Guardian va afirmar que "en última instància, Faludi és culpable per les seves pròpies exageracions".[7]
- A la cambra fosca (Edicions del Periscopi, 2018) Susan Faludi guarda el record del seu pare, amb qui fa anys que no té contacte, com el d'un home masclista, distant i fins i tot agressiu. Però quan s'assabenta que als setanta-sis anys s'ha sotmès a una operació de canvi de sexe decideix viatjar a Budapest per a descobrir-ne la veritable identitat. Durant les trobades que mantenen l'autora realitzarà una extraordinària investigació a partir de les diverses reencarnacions que ha viscut: fill, jueu hongarès, supervivent de l'Holocaust, emigrant, marit, fotògraf professional del retoc d'imatge i, finalment, Stefánie, una dona trans septuagenària amb la qual ha de forjar una nova relació. Susan Faludi s'endinsa amb honestedat i perspicàcia en la vida del seu pare, una persona imperfecta que redescobreix a través d'una investigació històrica i humana on els canvis queden íntimament lligats a la història dels jueus hongaresos. Un llibre biogràfic que explora els límits de la idea d'identitat i els analitza de forma polièdrica i fascinant a partir del gènere, la nacionalitat, la política, la religió i la imatge. A la cambra fosca no és una memòria afectuosa sobre una figura paterna estimada, sinó un text sobre un progenitor que es vol reconciliar amb un món amb el qual sempre ha estat en conflicte. Un estudi valent sobre la família i les relacions humanes que es converteix en una paràbola sobre la comprensió i el perdó.

## Faludi i el feminisme
És reconeguda al seu país natal com una gran escriptora de la tercera onada del feminisme. Faludi ha rebutjat el reclam proposat pels crítics que existeix una "ortodòxia feminista rígida i monolítica", observant en resposta que ha estat en desacord amb Gloria Steinem sobre la pornografia i amb Naomi Wolf sobre l'avortament.
Com Gloria Steinem i Camille Paglia, Faludi ha criticat l'obscurantisme estès en la teorització acadèmica feminista. També ha caracteritzat la "història d'amor del feminisme acadèmic amb el deconstruccionisme com "desdentat" i va advertir que "distreu d'un compromís constructiu amb els problemes del món públic."